# Una de dos
Una de dos, también conocida como Una de dos, el amor en los tiempos del triángulo, fue una sitcom y telecomedia dramática argentina protagonizada por Florencia Peña, Luis Luque y Fabián Vena y emitida por Telefe en 2008.

## Argumento
Eva vive con su marido chanta, Oscar, quien se anota en un reality show llamado "Intercambio de Maridos", donde un marido va a una casa por una semana, y viceversa. Cuando Oscar se va a la otra casa, su “reemplazo” es Julio, un romántico y sensible hombre que resulta ser el hombre que Eva siempre había soñado. Eva termina perdidamente enamorada de Julio, y decide meterlo en su casa, creando junto con su marido un reglamento para la convivencia de los tres, hasta que Eva decida con quien de los dos quedarse.

## Elenco
- Florencia Peña .... Eva
- Luis Luque .... Oscar
- Fabián Vena .... Julio
- Juan Bautista Greppi .... Nico
- Timoteo Dratler .... Rafa
- Julieta Zylberberg .... Violeta
- Graciela Stéfani .... Barbara
- Henny Trailes .... Luisa/Esther

## Personajes
- Eva (Florencia Peña): Es una organizadora de bodas (wedding planner) y ama de casa. Está casada con Óscar con quien tuvo dos hijos y después debido a las tretas de su marido que se anota en "intercambio de maridos", ella se enamora de Julio, a quien lleva a vivir a su casa.

- Oscar (Luis Luque): Es un vendedor de puerta en puerta que no aporta plata a la casa, es chantajista que quiere hacerse la vida fácil, y para salvarse de trabajar se anota en el reality show de "Intercambio de Maridos" para ganarse 1.000.000 de pesos, pero todo salió mal cuando perdió y encima tuvo que afrontar el triángulo con su esposa y Julio.

- Julio (Fabián Vena): Es un hombre sensible, que adora actuar, es el "marido sustituto" de Oscar en el reality show y se enamora de Eva, y viceversa, debido a eso él dejó a su pareja y fue a vivir con Eva y Oscar.

- Nico (Juan Bautista Greppi): Es el hijo de Eva y Oscar, tiene 17 años y es muy tonto, siempre trata de salvarse de las tareas del colegio a través de su hermano menor. Cuando el programa cambió el género, él empezó a salir con la antigua pareja de Julio, Paula(Adriana Salonia), quien lo conquista para poder reconquistar a Julio.

- Rafa (Timoteo Dratler): Es el segundo hijo de Eva y Oscar, tiene 12 años, odia la televisión ya que es muy inteligente, con la mentalidad de un chico grande, que le hace las tareas a su hermano mayor ya que él le paga.

- Violeta (Julieta Zylberberg): Es la secretaria de Eva, y la sobrina de Bárbara (quien la detesta), es tarada, siempre se tarda cuando habla con algún cliente, y siempre escucha mal los nombres de los clientes y/o empresa.

- Bárbara (Graciela Stéfani): Es la jefa de Eva, a quien tiene a los gritos para que trabaje mucho y es la tía de Violeta, a quien detesta.

- Luisa-Esther (Henny Trailes): Es la madre de Eva, y suegra de Oscar, ella también vive un triángulo pero el de ella es un "triángulo religioso", porque cuando hizo un viaje de jubilados a Jerusalén se volcó al judaísmo, y se decidió quedar con las dos religiones, su nombre es Luisa pero para cuando usa la peluca de la judías ortodoxas, exige que le digan Esther.

## Audiencia
El programa debutó el 28 de enero de 2008 en el horario de las 21.47, compitiendo cabeza a cabeza contra Por amor a vos, en su debut había conseguido la audiencia regular de 15.4 puntos, pero la audiencia disminuyó mucho hasta que se pasó a las 20.30 h para su octava emisión donde el índice de audiencia fue mucho peor, y después de 9 emisiones sin éxito, el canal decidió cambiar de formato hacia una telecomedia dramática para poder subir el índice de audiencia, pero la audiencia siguió igual de mal, haciéndole conseguir los 4 puntos de índice de audiencia en su decimosexta emisión, consiguiendo que sea levantada al día siguiente, el 21 de febrero, donde en su capítulo final consiguió 6.3 puntos, y cerró con un promedio de 8.5 puntos en las 17 emisiones que tuvo al aire.